# Ribemont (tổng)
Tổng Ribemont là một tổng ở tỉnh Aisne trong vùng Hauts-de-France.

## Địa lý
Tổng này được tổ chức xung quanh Ribemont thuộc quận Saint-Quentin. Độ cao thay đổi từ 56 m (La Ferté-Chevresis) đến 144 m (Parpeville) với độ cao trung bình 88 m.

## Các đơn vị cấp dưới
Tổng Ribemont gồm 15 xã với dân số là 8 754 người (điều tra năm 1999, dân số không tính trùng)
| Xã                    | Dân số | Mã bưu chính | Mã insee |
| --------------------- | ------ | ------------ | -------- |
| Chevresis-Monceau     | 368    | 2270         | 02184    |
| La Ferté-Chevresis    | 567    | 2270         | 02306    |
| Mont-d'Origny         | 919    | 2390         | 02503    |
| Neuvillette           | 196    | 2390         | 02552    |
| Origny-Sainte-Benoite | 1 769  | 2390         | 02575    |
| Parpeville            | 219    | 2240         | 02592    |
| Pleine-Selve          | 179    | 2240         | 02605    |
| Regny                 | 247    | 2240         | 02636    |
| Renansart             | 176    | 2240         | 02640    |
| Ribemont              | 2 096  | 2240         | 02648    |
| Séry-lès-Mézières     | 627    | 2240         | 02717    |
| Sissy                 | 502    | 2240         | 02721    |
| Surfontaine           | 83     | 2240         | 02732    |
| Thenelles             | 570    | 2390         | 02741    |
| Villers-le-Sec        | 236    | 2240         | 02813    |

## Biến động dân số
| 1962                                                     | 1968   | 1975  | 1982  | 1990  | 1999  |
| -------------------------------------------------------- | ------ | ----- | ----- | ----- | ----- |
| 10 011                                                   | 10 320 | 9 541 | 9 190 | 9 030 | 8 754 |
| Nombre retenu à partir de 1962 : dân số không tính trùng |        |       |       |       |       |